# Ministère des Affaires intérieures (Roumanie)
Pour les articles homonymes, voir Ministère de l'Intérieur et Ministère des Affaires intérieures.
Le ministère des Affaires intérieures est un ministère roumain. Il est dirigé par Cătălin Predoiu depuis le 15 juin 2023.

## Liste des ministres
Liste des ministres des Affaires intérieures roumains depuis l'unification de la Moldavie et de la Valachie (1862) par Alexandru Ioan Cuza.

### Principautés unies de Moldavie et de Valachie
| Nom                          | de               | à                | Gouvernement | Parti |
| ---------------------------- | ---------------- | ---------------- | ------------ | ----- |
| Barbu Catargiu               | 15 février 1862  | 8 juin 1862      |              |       |
| Apostol Arsache              | 8 juin 1862      | 24 juin 1862     |              |       |
| Nicolae Crețulescu           | 24 juin 1862     | 11 octobre 1863  |              |       |
| Mihail Kogălniceanu          | 11 octobre 1863  | 26 janvier 1865  |              |       |
| Constantin Bosianu           | 26 janvier 1865  | 14 juin 1865     |              |       |
| General Ioan E. Florescu     | 14 juin 1865     | 30 janvier 1866  |              |       |
| Nicolae Crețulescu           | 30 janvier 1866  | 11 février 1866  |              |       |
| Prince Dimitrie Ghica        | 11 février 1866  | 10 mai 1866      |              |       |
| Lascăr Catargiu              | 11 mai 1866      | 13 juillet 1866  |              |       |
| Ion Ghica                    | 15 juillet 1866  | 21 février 1867  |              |       |
| Ion Brătianu                 | 1er mars 1867    | 5 août 1867      |              |       |
| Ștefan Golescu               | 17 août 1867     | 13 novembre 1867 |              |       |
| Ion Brătianu                 | 13 novembre 1867 | 12 août 1868     |              |       |
| Anton I. Arion               | 12 août 1868     | 16 novembre 1868 |              |       |
| Mihail Kogălniceanu          | 16 novembre 1868 | 24 janvier 1870  |              |       |
| Prince Dimitrie Ghica        | 24 janvier 1870  | 27 janvier 1870  |              |       |
| Alexandru G. Golescu         | 2 février 1870   | 30 mars 1870     |              |       |
| Emanoil Costache Epureanu    | 20 avril 1870    | 14 décembre 1870 |              |       |
| Ion Ghica                    | 18 décembre 1870 | 11 mars 1871     |              |       |
| Lascăr Catargiu              | 11 mars 1871     | 31 mars 1876     |              |       |
| George Vernescu              | 27 avril 1876    | 27 janvier 1877  |              |       |
| Ion Brătianu                 | 27 janvier 1877  | 26 mai 1878      |              |       |
| Constantin Alexandru Rosetti | 26 mai 1878      | 17 novembre 1878 |              |       |
| Mihail Kogălniceanu          | 17 novembre 1878 | 25 novembre 1878 |              |       |
| Ion Brătianu                 | 25 novembre 1878 | 5 juillet 1879   |              |       |
| Mihail Kogălniceanu          | 11 juillet 1879  | 17 avril 1880    |              |       |
| Ion Brătianu                 | 17 avril 1880    | 15 juillet 1880  |              |       |
| Anastase Stolojan            | 15 juillet 1880  | 20 juillet 1880  |              |       |
| Alexandru Teriachiu          | 20 juillet 1880  | 5 avril 1881     |              |       |

### Royaume de Roumanie
| Nom                          | de                | à                 | Gouvernement | Parti |
| ---------------------------- | ----------------- | ----------------- | ------------ | ----- |
| Eugeniu Stătescu             | 10 avril 1881     | 8 juin 1881       |              |       |
| Constantin Alexandru Rosetti | 9 juin 1881       | 25 janvier 1882   |              |       |
| Ion Brătianu                 | 25 janvier 1882   | 1er août 1882     |              |       |
| Gheorghe Chițu               | 1er août 1882     | 23 juin 1884      |              |       |
| Ion Brătianu                 | 23 juin 1884      | 29 avril 1887     |              |       |
| General Radu Mihai           | 29 avril 1887     | 1er mars 1888     |              |       |
| Constantin Nacu              | 1er mars 1888     | 20 mars 1888      |              |       |
| Theodor C. Rosetti           | 23 mars 1888      | 12 novembre 1888  |              |       |
| Prince Alexandru Știrbey     | 12 novembre 1888  | 26 mars 1889      |              |       |
| Lascăr Catargiu              | 29 mars 1889      | 3 novembre 1889   |              |       |
| General Gheorghe Manu        | 5 novembre 1889   | 15 février 1891   |              |       |
| Lascăr Catargiu              | 21 février 1891   | 3 octobre 1895    |              |       |
| Nicolae Fleva                | 4 octobre 1895    | 15 janvier 1896   |              |       |
| Dimitrie Sturdza             | 15 janvier 1896   | 3 février 1896    |              |       |
| Anastase Stolojan            | 3 février 1896    | 21 novembre 1896  |              |       |
| Vasile Lascăr                | 21 novembre 1896  | 26 mars 1897      |              |       |
| Mihail Pherekyde             | 31 mars 1897      | 30 mars 1899      |              |       |
| Gheorghe Grigore Cantacuzino | 11 avril 1899     | 9 janvier 1900    |              |       |
| General Gheorghe Manu        | 9 janvier 1900    | 7 juillet 1900    |              |       |
| Constantin Olănescu          | 7 juillet 1900    | 13 février 1901   |              |       |
| Petre Sebeșanu Aurelian      | 14 février 1901   | 18 juillet 1902   |              |       |
| Gheorghe Pallade             | 18 juillet 1902   | 22 novembre 1902  |              |       |
| Vasile Lascăr                | 22 novembre 1902  | 13 décembre 1904  |              |       |
| Spiru Haret                  | 13 décembre 1904  | 20 décembre 1904  |              |       |
| Gheorghe Grigore Cantacuzino | 22 décembre 1904  | 12 mars 1907      |              |       |
| Ion I. C. Brătianu           | 12 mars 1907      | 27 décembre 1908  |              |       |
| Mihail Pherekyde             | 27 décembre 1908  | 6 février 1910    |              |       |
| Ion I. C. Brătianu           | 6 février 1910    | 28 décembre 1910  |              |       |
| Alexandru Marghiloman        | 29 décembre 1910  | 28 mars 1912      |              |       |
| Constantin C. Arion          | 28 mars 1912      | 14 octobre 1912   |              |       |
| Demetriu Ionescu             | 14 octobre 1912   | 31 décembre 1913  |              |       |
| Vasile G. Morțun             | 4 janvier 1914    | 11 décembre 1916  |              |       |
| Alexandru Constantinescu     | 11 décembre 1916  | 26 janvier 1918   |              |       |
| Constantin Sărățeanu         | 29 janvier 1918   | 27 février 1918   |              |       |
| Alexandru Marghiloman        | 5 mars 1918       | 24 octobre 1918   |              |       |
| Gen. Artur Văitoianu         | 24 octobre 1918   | 29 novembre 1918  |              |       |
| Gheorghe Gh. Mârzescu        | 29 novembre 1918  | 12 septembre 1919 |              |       |
| Gen. Arthur Văitoianu        | 27 septembre 1919 | 28 novembre 1919  |              |       |
| Gen. Alexandru Averescu      | 1er décembre 1919 | 13 décembre 1919  |              |       |
| Aurel Vlad                   | 16 décembre 1919  | 27 décembre 1919  |              |       |
| Nicolae L. Lupu              | 27 décembre 1919  | 13 mars 1920      |              |       |
| Gen. Alexandru Averescu      | 13 mars 1920      | 13 juin 1920      |              |       |
| Constantin Argetoianu        | 13 juin 1920      | 13 décembre 1921  |              |       |
| Ion Cămărășescu              | 17 décembre 1921  | 17 janvier 1922   |              |       |
| Gen. Artur Văitoianu         | 19 janvier 1922   | 30 octobre 1923   |              |       |
| Ion I. C. Brătianu           | 30 octobre 1923   | 27 mars 1926      |              |       |
| Octavian Goga                | 30 mars 1926      | 4 juin 1927       |              |       |
| Prince Barbu Știrbei         | 4 juin 1927       | 20 juin 1927      |              |       |
| Ion G. Duca                  | 21 juin 1927      | 3 novembre 1928   |              |       |
| Alexandru Vaida-Voevod       | 10 novembre 1928  | 7 juin 1930       |              |       |
| Mihai Popovici               | 7 juin 1930       | 8 juin 1930       |              |       |
| Alexandru Vaida-Voevod       | 13 juin 1930      | 8 octobre 1930    |              |       |
| Ion Mihalache                | 10 octobre 1930   | 4 avril 1931      |              |       |
| Nicolae Iorga                | 18 avril 1931     | 7 mai 1931        |              |       |
| Constantin Argetoianu        | 7 mai 1931        | 31 mai 1932       |              |       |
| Alexandru Vaida-Voevod       | 6 juin 1932       | 10 août 1932      |              |       |
| Ion Mihalache                | 11 août 1932      | 8 janvier 1933    |              |       |
| George G. Mironescu          | 14 janvier 1933   | 9 novembre 1933   |              |       |
| Ion Inculeț                  | 14 novembre 1933  | 29 août 1936      |              |       |
| Dumitru Iuca                 | 29 août 1936      | 23 février 1937   |              |       |
| Gheorghe Tătărescu           | 23 février 1937   | 14 novembre 1937  |              |       |
| Richard Franasovici          | 17 novembre 1937  | 28 décembre 1937  |              |       |
| Armand Călinescu             | 28 décembre 1937  | 21 septembre 1939 |              |       |
| Gen. Gabriel Marinescu       | 21 septembre 1939 | 28 septembre 1939 |              |       |
| Nicolae Ottescu              | 28 septembre 1939 | 23 novembre 1939  |              |       |
| Gheorghe Tătărescu           | 24 novembre 1939  | 30 novembre 1939  |              |       |
| Mihail Ghelmegeanu           | 30 novembre 1939  | 4 juillet 1940    |              |       |
| Gen. David Popescu           | 4 juillet 1940    | 14 septembre 1940 |              |       |
| Gen. Constantin Petrovicescu | 14 septembre 1940 | 20 janvier 1941   |              |       |
| Gen. Dumitru I. Popescu      | 21 janvier 1941   | 23 août 1944      |              |       |
| Gen. Aurel Aldea             | 23 août 1944      | 4 novembre 1944   |              |       |
| Nicolae Penescu              | 4 novembre 1944   | 6 décembre 1944   |              |       |
| Constantin Sănătescu         | 6 décembre 1944   | 14 décembre 1944  |              |       |
| Gen. Nicolae Rădescu         | 14 décembre 1944  | 28 février 1945   |              |       |
| Teohari Georgescu            | 6 mars 1945       | 30 décembre 1947  |              |       |

### République populaire roumaine
| Nom                | de                | à                 | Gouvernement | Parti |
| ------------------ | ----------------- | ----------------- | ------------ | ----- |
| Teohari Georgescu  | 30 décembre 1947  | 28 mai 1952       |              | PMR   |
| Alexandru Drăghici | 28 mai 1952       | 20 septembre 1952 |              | PMR   |
| Pavel Ștefan       | 20 septembre 1952 | 19 mars 1957      |              | PMR   |
| Alexandru Drăghici | 19 mars 1957      | 27 juillet 1965   |              | PMR   |
| Cornel Onescu      | 27 juillet 1965   | 20 août 1965      |              | PMR   |

### République socialiste de Roumanie
| Nom              | de               | à                | Gouvernement                                   | Parti |
| ---------------- | ---------------- | ---------------- | ---------------------------------------------- | ----- |
| Cornel Onescu    | 21 août 1965     | 24 avril 1972    |                                                | PCR   |
| Ion Stănescu     | 24 avril 1972    | 17 mars 1973     |                                                | PCR   |
| Emil Bobu        | 17 mars 1973     | 18 mars 1975     |                                                | PCR   |
| Teodor Coman     | 18 mars 1975     | 5 septembre 1978 |                                                | PCR   |
| George Homoștean | 5 septembre 1978 | 5 octobre 1987   | Mănescu II, Verdeț I et II, Dăscălescu I et II | PCR   |
| Tudor Postelnicu | 5 octobre 1987   | 22 décembre 1989 | Dăscălescu II                                  | PCR   |

### Roumanie
Premiers ministres depuis la Révolution roumaine de 1989 et la chute du régime communiste.
| Nom | Nom                      | Dates             | Dates             | Gouvernement                 | Parti |
| --- | ------------------------ | ----------------- | ----------------- | ---------------------------- | ----- |
|     | Mihai Chițac             | 29 décembre 1989  | 16 juin 1990      | Roman I                      | FSN   |
|     | Doru Viorel Ursu         | 16 juin 1990      | 16 octobre 1991   | Roman II                     | FSN   |
|     | Victor Babiuc            | 16 octobre 1991   | 19 novembre 1992  | Stolojan                     | FSN   |
|     | George Ioan Dănescu      | 19 novembre 1992  | 6 mars 1994       | Văcăroiu                     | FSN   |
|     | Doru Ioan Tărăcilă       | 6 mars 1994       | 12 décembre 1996  | Văcăroiu                     | PDSR  |
|     | Gavril Dejeu             | 12 décembre 1996  | 21 janvier 1999   | Ciorbea et Vasile            | PNȚCD |
|     | Constantin Ionescu       | 21 janvier 1999   | 28 décembre 2000  | Vasile et Isărescu           | PNȚCD |
|     | Ioan Rus                 | 28 décembre 2000  | 15 juin 2004      | Năstase                      | PSD   |
|     | Marian Săniuță           | 15 juin 2004      | 28 décembre 2004  | Năstase                      | PSD   |
|     | Vasile Blaga             | 28 décembre 2004  | 5 avril 2007      | Popescu-Tăriceanu            | PD    |
|     | Cristian David           | 5 avril 2007      | 22 décembre 2008  | Popescu-Tăriceanu            | PNL   |
|     | Gabriel Oprea            | 22 décembre 2008  | 14 janvier 2009   | Boc I                        | PSD   |
|     | Dan Nica (intérim)       | 14 janvier 2009   | 20 janvier 2009   | Boc I                        | PSD   |
|     | Liviu Dragnea            | 20 janvier 2009   | 11 février 2011   | Boc I                        | PSD   |
|     | Dan Nica                 | 11 février 2009   | 1er octobre 2009  | Boc I                        | PSD   |
|     | Vasile Blaga (intérim)   | 1er octobre 2009  | 27 septembre 2010 | Boc I et II                  | PDL   |
|     | Traian Igaș              | 27 septembre 2010 | 6 février 2012    | Boc II                       | PDL   |
|     | Gabriel Berca            | 6 février 2012    | 27 avril 2012     | Ungureanu                    | PDL   |
|     | Ioan Rus                 | 27 avril 2012     | 8 août 2012       | Ponta I                      | PSD   |
|     | Mircea Dușa              | 8 août 2012       | 21 décembre 2012  | Ponta I                      | PSD   |
|     | Radu Stroe               | 21 décembre 2012  | 23 janvier 2014   | Ponta II                     | PNL   |
|     | Gabriel Oprea            | 23 janvier 2014   | 9 novembre 2015   | Ponta II, III et IV          | UNPR  |
|     | Sorin Cîmpeanu (intérim) | 9 novembre 2015   | 17 novembre 2015  | Ponta IV                     |       |
|     | Petre Tobă               | 17 novembre 2015  | 7 septembre 2016  | Cioloș                       | Sans  |
|     | Dragoș Tudorache         | 7 septembre 2016  | 4 janvier 2017    | Cioloș                       | Sans  |
|     | Carmen Dan               | 4 janvier 2017    | 24 juillet 2019   | Grindeanu, Tudose et Dăncilă | PSD   |
|     | Nicolae Moga             | 24 juillet 2019   | 30 juillet 2019   | Dăncilă                      | PSD   |
|     | Mihai Fifor (intérim)    | 30 juillet 2019   | 4 novembre 2019   | Dăncilă                      | PSD   |
|     | Ion Marcel Vela          | 4 novembre 2019   | 23 décembre 2020  | Orban I et II                | PNL   |
|     | Lucian Bode              | 23 décembre 2020  | 15 juin 2023      | Cîțu, Ciucă                  | PNL   |
|     | Cătălin Predoiu          | 15 juin 2023      | en fonction       | Ciolacu I, II                | PNL   |